# Bruno Boucher
Bruno Boucher (8 de noviembre de 1959) es un deportista francés que compitió en remo. Ganó tres medallas en el Campeonato Mundial de Remo entre los años 1989 y 1991.

## Palmarés internacional
| Campeonato Mundial | Campeonato Mundial   | Campeonato Mundial | Campeonato Mundial      |
| Año                | Lugar                | Medalla            | Prueba                  |
| ------------------ | -------------------- | ------------------ | ----------------------- |
| 1989               | Bled (Yugoslavia)    | Medalla de bronce  | Cuatro scull ligero     |
| 1990               | Tasmania (Australia) | Medalla de plata   | Cuatro scull ligero     |
| 1991               | Viena (Austria)      | Medalla de plata   | Ocho con timonel ligero |